# Hans Nordvik
Hans Nordvik (n. 1 august 1880, Comuna Trondenes⁠(d), Troms, Norvegia – d. 22 iulie 1960, Oslo, Norvegia) a fost un trăgător de tir ce a reprezentat Norvegia, medaliat olimpic. A participat la 2 ediții ale Jocurilor Olimpice (1912, 1920) în care a câștigat două medalii de aur.